# Жуканенко, Павел Юрьевич
Павел Юрьевич Жуканенко (род. 22 июля 1986, Куйбышев, СССР) — российский баскетболист, играющий на позиции атакующего защитника.

## Карьера
C 1998 по 2001 год выступал в различных юношеских турнирах за команду Ставропольского края. С 2001 по 2005 годы играл в ДЮБЛ за команду Сургута. В чемпионате 2002/2003 Жуканенко дебютировал в высшей лиге в составе УНИКС-2. С 2003 по 2008 годы играл за «Университет-Югра». Затем 3 сезона выступал за «Союз». Чемпионат 2011/2012 начал в «Динамо-Ставрополь», но затем перешёл в «Автодор». В 2013 году стал игроком «Строителя».